# 阿罗氏
阿羅，一個較罕見的複姓中文姓氏。

## 外部連結
- 臺灣尋根網（页面存档备份，存于）